# كويزي غير متساوي
كويزي غير متساوي (الاسم العلمي: Cantharellus inaequalis) هو نوع من الفطريات يتبع جنس الكويزي من فصيلة الكويزية.